# موجود (فلم)
موجود (بالإنجليزية: Exists) هو فيلم رعب تم انتاجه في الولايات المتحدة وصدر سنة 2014. بطولة دورا ماديسون وبراين ستيلي.

## القصة
تدور أحداث الفيلم حول خمسة أصدقاء يتوجهون لقضاء عطلة نهاية الأسبوع في رحلة تخييم في إحدى غابات (تكساس)، ولكن ما يعكر صفوهم في الإجازة وقوع حادثة بالسيارة التي تقلهم في إحدى الطرق الريفية المقفرة، وفي هذه الأثناء، تنطلق قوى عارمة خارقة للطبيعة نابعة من إحدى الأساطير المحلية المتداولة في هذه الأرجاء.

## الميزانية والإيرادات
حقّق الفيلم أرباحًا تقدر بـ 41,930 دولار أمريكي.

## روابط خارجية
- مقالات تستعمل روابط فنية بلا صلة مع ويكي بيانات